# Wereldkampioenschappen kanosprint 1958
De Wereldkampioenschappen kanosprint 1958 waren kampioenschappen voor kanoërs en kajakkers. De vijfde editie van de wereldkampioenschappen vond plaats in het Tsjechoslowaakse Praag.

## Resultaten

### Kanovaren
Heren
| Onderdeel       | Goud                                             | Zilver                                  | Brons                                     |
| --------------- | ------------------------------------------------ | --------------------------------------- | ----------------------------------------- |
| C1 1000 meter   | Gennady Bukharin                                 | Jiří Vokněr                             | Yuriy Vinogradov                          |
| C1 10.000 meter | Gennady Bukharin                                 | Jiří Vokněr                             | Nichifor Tarara                           |
|                 |                                                  |                                         |                                           |
| C2 1000 meter   | Roemenië Dumitru Alexe Simion Ismailciuc         | Hongarije László Simari Lajos Bodnar    | Tsjecho-Slowakije Jiří Kodeš Václav Vokál |
| C2 10.000 meter | Sovjet-Unie Stepan Osjtsjepkov Aleksandr Silayev | Roemenië Achim Sidorov Lavrente Calinov | Tsjecho-Slowakije Jiří Kodeš Václav Vokál |

### Kajakken
Heren
| Onderdeel       | Goud                                                                              | Zilver                                                                            | Brons                                                                             |
| --------------- | --------------------------------------------------------------------------------- | --------------------------------------------------------------------------------- | --------------------------------------------------------------------------------- |
| K1 500 meter    | Stefan Kapłaniak                                                                  | Gert Fredriksson                                                                  | Dieter Krause                                                                     |
| K1 1000 meter   | Fritz Briel                                                                       | Ferenc Hatlaczky                                                                  | Gert Fredriksson                                                                  |
| K1 10.000 meter | Thorvald Strömberg                                                                | Ladislav Čepčianský                                                               | Vagn Schmidt                                                                      |
| K1 4x500 meter  | Bondsrepubliek Duitsland Fritz Briel Paul Lange Meinrad Miltenberger Helmut Herz  | Hongarije György Mészáros László Kovács Ferenc Hatlaczky Lajos Kiss               | Zweden Gert Fredriksson Henri Lindelöf Carl von Gerber Sven-Olov Sjödelius        |
|                 |                                                                                   |                                                                                   |                                                                                   |
| K2 500 meter    | Polen Stefan Kapłaniak Władysław Zieliński                                        | Hongarije László Kovács Atanase Sciotnic                                          | Bondsrepubliek Duitsland Meinrad Miltenberger Paul Lange                          |
| K2 1000 meter   | België Rik Verbrugghe Germaan Van de Moere                                        | Sovjet-Unie Yevgeny Yatsinenko Ivan Golovachov                                    | Sovjet-Unie Mikhail Kaaleste Anatoly Demitkov                                     |
| K2 10.000 meter | Hongarije János Urányi László Fábián                                              | Bondsrepubliek Duitsland Heinz Ackers Wilhelm Schlüssel                           | Bondsrepubliek Duitsland Helmuth Stocker Franz Teidl                              |
|                 |                                                                                   |                                                                                   |                                                                                   |
| K4 1000 meter   | Bondsrepubliek Duitsland Michel Scheuer Georg Lietz Gustav Schmidt Theodor Kleine | Hongarije György Mészáros József Pehl András Szente János Petroczy                | Sovjet-Unie Mikhail Kaaleste Anatoly Demitkov Anatoliy Trozhenkov Igor Pisarev    |
| K4 10.000 meter | Bondsrepubliek Duitsland Michel Scheuer Georg Lietz Gustav Schmidt Theodor Kleine | Bondsrepubliek Duitsland Günter Krüger Walter Sander Heinrich Hell Hubert Birgels | Sovjet-Unie Nikolay Rudzinkas Volodar Zvyozdkin Alfons Rudzinkas Vasiliy Stepanov |

Dames
| Onderdeel    | Goud                                        | Zilver                                              | Brons                                                 |
| ------------ | ------------------------------------------- | --------------------------------------------------- | ----------------------------------------------------- |
| K1 500 meter | Jelizaveta Dementjeva                       | Antonina Seredina                                   | Therese Zenz                                          |
| K2 500 meter | Sovjet-Unie Nina Gruzintseva Maria Sjoebina | Sovjet-Unie Jelizaveta Dementjeva Antonina Seredina | Bondsrepubliek Duitsland Therese Zenz Ingrid Hartmann |

1938 ·
1948 ·
1950 ·
1954 ·
1958 ·
1963 ·
1966 ·
1970 ·
1971 ·
1973 ·
1974 ·
1975 ·
1977 ·
1978 ·
1979 ·
1981 ·
1982 ·
1983 ·
1985 ·
1986 ·
1987 ·
1989 ·
1990 ·
1991 ·
1993 ·
1994 ·
1995 ·
1997 ·
1998 ·
1999 ·
2001 ·
2002 ·
2003 ·
2005 ·
2006 ·
2007 ·
2009 ·
2010 ·
2011 ·
2013 ·
2014 ·
2015 ·
2017 ·
2018 ·
2019 ·
2021 ·
2022 ·
2023